# 第四十届超级碗

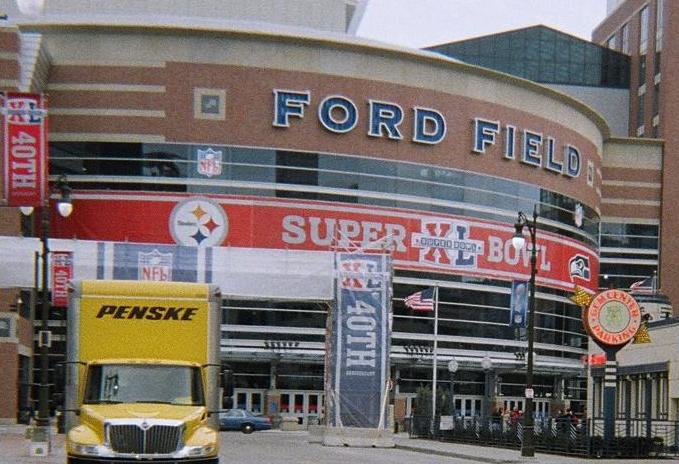
第四十届超级碗比赛场地

第四十届超级碗（Super Bowl XL）是美国国家橄榄球联盟2005赛季的总决赛，由美联冠军匹兹堡钢人队对阵国联冠军西雅图海鹰队。比赛于2006年2月5日在底特律的福特球场举行。
最终，匹兹堡钢人队以21-10战胜西雅图海鹰队，第五次夺得超级碗冠军。外接手赫因斯·沃德获得最有价值球员称号。